# Brabanti Margit német királyné

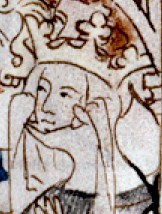
Brabanti Margit

Brabanti Margit (1276. október 4. – Genova, 1311. december 14.); I. János brabanti herceg és Flandriai Margit leánya. VII. Henrik német-római császár feleségeként 1308-ban koronázták német királynévá.

## Élete

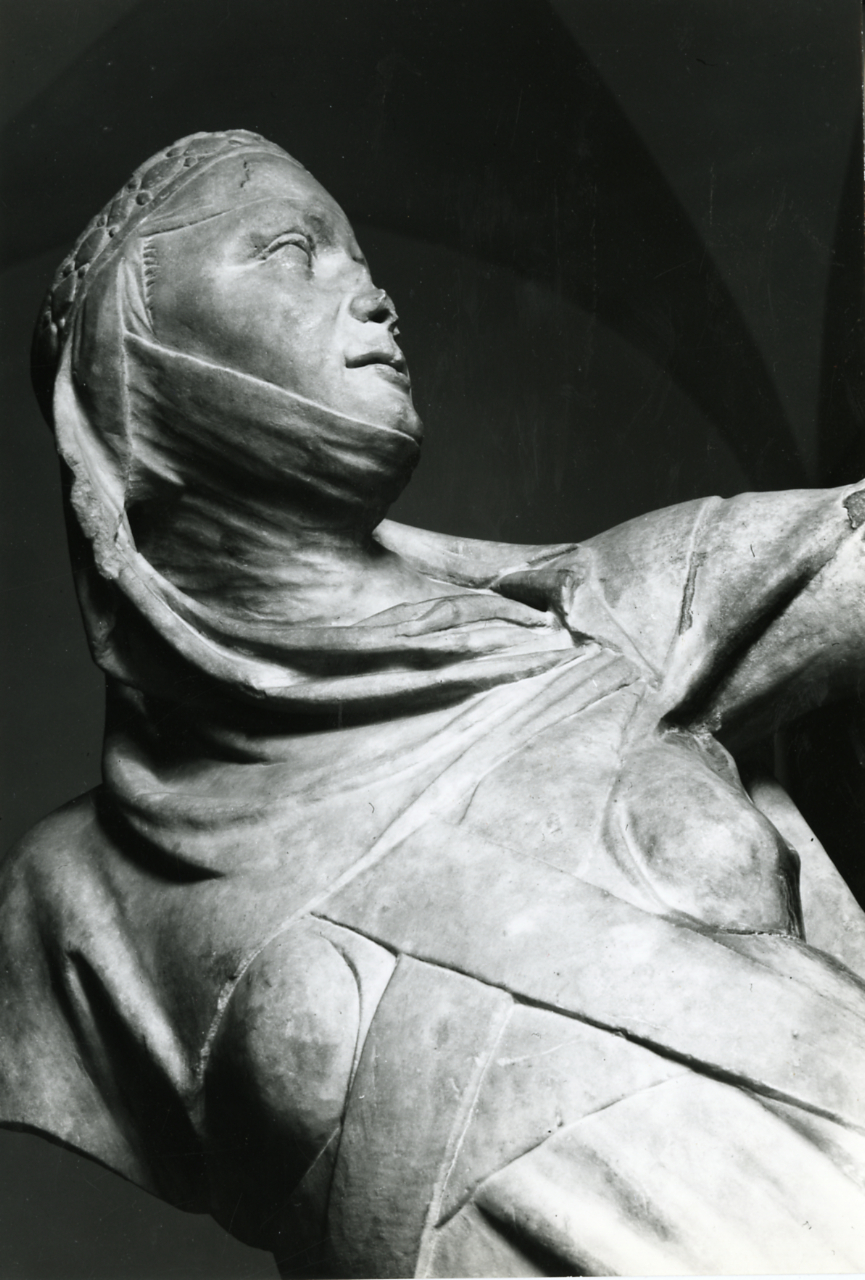
Giovanni Pisano, Elevatio animae, kegyeleti emlékmű Margaret Brabant, részlet, Genova, Museo di Sant'Agostino, 1313-1314 (fotó Paolo Monti))

1292-ben ment hozzá Henrikhez a két család közti ellenségeskedést (amely a Worringeni csatához vezetett) lezáró béke keretében. Unta a házasságát, ami ennek ellenére sikeresnek mondható. Egy fiuk, Luxemburgi János (1296. augusztus 10. – 1346. augusztus 26.) és két lányuk, Mária (1304–1324. március 26., Issoudun) és Beatrix (1305–1319. november 11.) született. Margit férjével tartott annak itáliai hadjáratában, ahol megbetegedett Brescia ostroma során és néhány hónappal később meghalt Genovában. Ott is temették el, a San Francesco di Castelletto-templomban. A híres szobrász, Giovanni Pisano 1313-ban, VII. Henrik császár megbízásából szobrot állított az asszony emlékére. (A gyönyörű, méltóságteljes emlékmű egyes részei Genovában még ma is épségben megvannak.)
Margit halálát a Gesta Baldewini Luczenburch nevű krónikában is feljegyezték, 1311. december végén.

## Utódai
- János nevű fia Luxemburg grófja, 1309-től pedig Csehország királya lett, s kétszer is megházasodott. Első neje Přemysl Erzsébet cseh királyi hercegnő volt, akit 1310 szeptemberében vett nőül. Házasságuk 20 éve során hét gyermekük (Margit, Bonne, Károly, Ottokár, János Henrik, Anna és Erzsébet) született. Erzsébet halála után János újra megnősült, 1334 decemberében vette el Bourbon Beatrix hercegnőt, aki csupán egy örökössel (Vencel) ajándékozta meg férjét.
- Margit Mária nevű leánya 1322-ben hozzáment IV. Károly francia királyhoz, akinek 1324. március 26-án egy fiút szült, Lajost, ám a királyné pár órával később belehalt a szülésbe.
- Margit Beatrix nevű lánya 1318-ban nőül ment Anjou Károly Róbert magyar királyhoz, ám első gyermekük 1319. november 11-én halva született, s a királyné is meghalt, nyilván gyermekágyi láz következtében.